# 阿廖娜·阿米亚柳西克
阿廖娜·瓦西里耶芙娜·阿米亚柳西克（1989年2月6日—），白俄罗斯女子自行车运动员，2015年欧洲运动会女子公路赛金牌得主、2014年世界公路自行车锦标赛女子团体计时赛铜牌得主、2015年世界公路自行车锦标赛女子团体计时赛金牌得主、2018年世界公路自行车锦标赛女子团体计时赛金牌得主。